# Chiclets

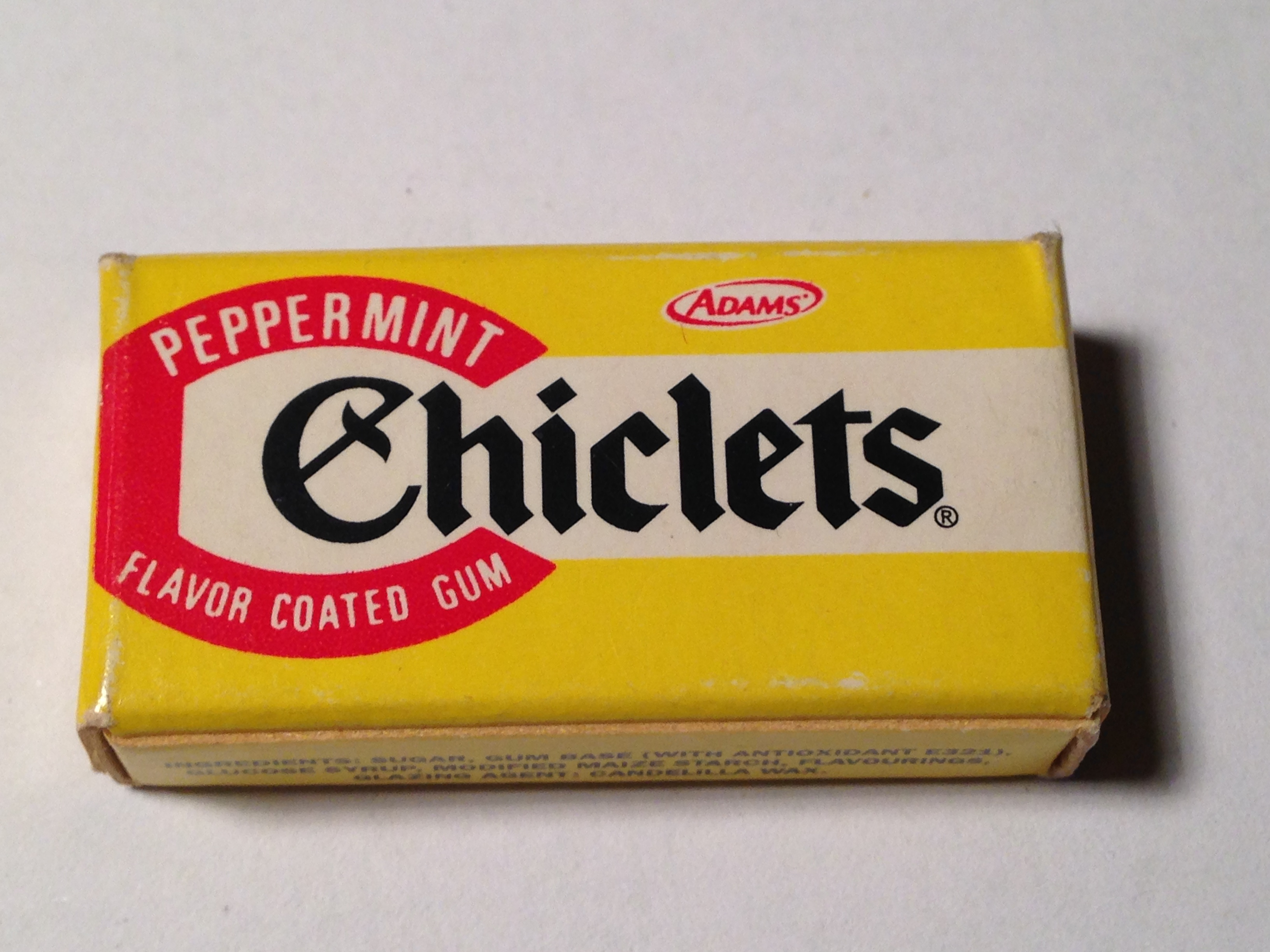

Chiclets is de naam van een pepermuntkauwgum, geproduceerd door de firma Cadbury Adams, nu onderdeel van Mondelez. De kauwgom wordt nog zo nu en dan op kleine schaal geproduceerd.
De productie van Chiclets werd in 1899 in de VS gestart door The American Chicle Company, een bedrijf dat is ontstaan uit de kauwgumfabrieken van uitvinder Thomas Adams en snoepfabrikanten W.J. White & Sons, Beeman Chemical Company,  Kisme Gum en S.T. Briton
Thomas Adams wordt beschouwd als grondlegger van de kauwgomindustrie. Hij kwam in contact met de Mexicaan Antonio López de Santa Anna van wie hij een partij chicles (melksap) van de Sapodilla kocht. Zijn doel was deze te gebruiken voor de rubber industrie, maar door toevoeging van suiker en smaakstoffen ontstond het idee er kauwgom van te maken.
In de jaren 60 en 70 van de 20ste eeuw werden Chiclets ter promotie uitgedeeld aan klanten van Esso en BP tankstations.